# Associazione Calcio Femminile Milan 1996-1997
Questa voce raccoglie le informazioni riguardanti la Associazione Calcio Femminile Milan nelle competizioni ufficiali della stagione 1996-1997.

## Rosa
Rosa aggiornata all'inizio della stagione.
| N. |                   | Ruolo | Calciatrice         |
| -- | ----------------- | ----- | ------------------- |
|    | Italia (bandiera) | C     | Raffaella Calderone |
|    | Italia (bandiera) | D     | Laura Cascella      |
|    | Italia (bandiera) | D     | Sabrina Cortese     |
|    | Italia (bandiera) | A     | Patrizia Fichera    |
|    | Italia (bandiera) | A     | Chiara Gazzoli      |
|    | Italia (bandiera) | C     | Michela Ghirardi    |
|    | Italia (bandiera) | C     | Graziella Giovine   |
|    | Italia (bandiera) | C     | Sara Grassi         |

| N. |                   | Ruolo | Calciatrice           |
| -- | ----------------- | ----- | --------------------- |
|    | Italia (bandiera) | A     | Fortuna Illiano       |
|    | Italia (bandiera) | C     | Debora Margutti       |
|    | Italia (bandiera) | C     | Cristina Murelli      |
|    | Italia (bandiera) | A     | Debora Novelli        |
|    | Italia (bandiera) | C     | Gabriella Olivieri    |
|    | Italia (bandiera) | D     | Manuela Paje          |
|    | Italia (bandiera) | C     | Dolores Prestifilippo |
|    | Italia (bandiera) | P     | Raffaella Raffaele    |